# 349785 Hsiaotejen
349785 Hsiaotejen è un asteroide della fascia principale. Scoperto nel 2009, presenta un'orbita caratterizzata da un semiasse maggiore pari a 2,6128840 UA e da un'eccentricità di 0,0086353, inclinata di 14,48940° rispetto all'eclittica.